# 意識分裂
意識分裂（英文：Divided consciousness）是歐內斯特·希爾加德創造的一個術語，用於定義一種心理狀態，在這種狀態下，於催眠過程中可能將人的意識分解為不同的成分。

## 起源
意識分裂理論在1935年由卡爾·榮格提出，當時他說：“所謂的意識的統一是一種錯覺，我們想認為我們是一個人，但我們不是。” [1]歐內斯特·希爾加德認為，催眠會引起意識上的分裂，並導致日常思維分裂的生動形式。[2]希拉德從皮埃爾·珍妮特（Pierre Janet）汲取主題，從這種角度將催眠視為將意識的主要係統劃分為不同領域的意願。他認為，意識上的這種分裂不僅可以幫助定義催眠過程中所達到的心理狀態，還可以幫助定義廣泛的心理問題，例如多重人格障礙。
在希爾加德的《重新認識分裂的意識》中，他提供了許多“分離的”人類行為的例子。